# En landlig Uskyldighed
En landlig Uskyldighed er en dansk stumfilm fra 1916, der er instrueret af Lau Lauritzen Sr. efter manuskript af Helen Gammeltoft og Robert Hansen.

## Handling
Denne artikel mangler et handlingsreferat. Hjælp os med at skrive det.